# Estrelinha da Mocidade
GRCESM Estrelinha da Mocidade é uma escola de samba mirim da cidade do Rio de Janeiro, que participa todos os anos do desfile oficial de escolas de samba mirins, realizado, desde 1999, na sexta-feira de Carnaval, na Marquês de Sapucaí.

## História
A Estrelinha  foi fundada em 1992,  e teve como sua primeira presidente, Beth Andrade.
Após o primeiro desfile, a escola pediu uma licença sem vencimento já para o carnaval de 1994, retornando às atividades somente em 2002, com o primeiro mandato do presidente Paulo Vianna.
Em 2011, reeditou o samba-enredo da Mocidade de Padre Miguel de 2002.
Em 2013, reeditou o samba "Sonhar não custa nada, ou quase nada".

## Segmentos

### Presidentes
| Nome              | Mandato   | Ref.  |
| ----------------- | --------- | ----- |
| Ricardo Dias      | 2008/2014 | [ 6 ] |
| Dhiego Gervazzoni | 2014/2015 | [ 6 ] |
| Gabriel Azevedi   | 2015/2016 | [ 7 ] |
| Gabriel Azevedo   | 2017/2018 |       |
| Célia Vianna      | 2020      |       |

### Intérpretes
| Ano  | Nome           | Ref.  |
| ---- | -------------- | ----- |
| 2010 | Thiago Acacio  | [ 8 ] |
| 2011 | Thiago Acacio  |       |
| 2012 | Thiago Acacio  |       |
| 2013 | Thiago Acacio  |       |
| 2014 | Thiago Acacio  |       |
| 2015 | Millena Wainer |       |
| 2016 | Millena Wainer | [ 7 ] |
| 2017 | Millena Wainer |       |
| 2018 | Vandinho Pires |       |
| 2019 | Vandinho Pires |       |
| 2020 | Vandinho Pires |       |

### Direção de Carnaval
| Ano  | Diretor de Carnaval               | Diretor de harmonia | Mestre de bateria | Ref. |
| ---- | --------------------------------- | ------------------- | ----------------- | ---- |
| 2015 | Marcos Salles                     | Case                | Andre             |      |
| 2016 | Gabriel Azevedo e Paulinho Vianna | Louis Carvalho      | Jorge Vitor       |      |
| 2017 | Gabriel Azevedo                   | Louis Carvalho      | Paulinho Oliviera |      |
| 2018 | Roberto Neri                      | Louis Carvalho      | Paulinho Oliviera |      |
| 2020 | Alexsandro Furtado                | Rafael Miranda      | Pedro Lucas       |      |

### Comissão de Frente
| Ano  | Nome                           | Ref. |
| ---- | ------------------------------ | ---- |
| 2016 | Saulo Finelon e Jorge Teixeira |      |
| 2017 | Fabiane Tavares                |      |
| 2018 | Fabiane Tavares                |      |
| 2020 | Fabiane Tavares                |      |

### Coreógrafo
| Ano       | Nome       | Ref. |
| --------- | ---------- | ---- |
| 2014/2015 | Vânia Reis |      |
| 2015/2018 | George     |      |

### Mestre-sala e Porta-bandeira
| Ano  | Nome               | Ref. |
| ---- | ------------------ | ---- |
| 2015 | Jeffinho e Fofinha |      |
| 2016 | Jeffinho e Fofinha |      |
| 2017 | Jackson e Tamiris  |      |
| 2018 | Jackson e Clarice  |      |
| 2020 | Luis e Clarice     |      |

### Corte de bateria
| Ano  | Rainha          | Ref. |
| ---- | --------------- | ---- |
| 2015 | Andressa Regina |      |
| 2016 | Maria Clara     |      |
| 2017 | Maria Clara     |      |
| 2018 | Maria Clara     |      |
| 2020 | Lara            |      |

## Carnavais
| Estrelinha da Mocidade | Estrelinha da Mocidade | Estrelinha da Mocidade                                                                                  | Estrelinha da Mocidade | Estrelinha da Mocidade                                                        | Estrelinha da Mocidade |
| Ano                    | Colocação              | Enredo                                                                                                  | Compositores do samba-enredo | Carnavalesco                                                                  | Ref.                   |
| ---------------------- | ---------------------- | --- | --- | ----------------------------------------------------------------------------- | ---------------------- |
| 1993                   | Sem competição         | "Em ritmos de Momo"                                                                                     | | Vicente de Paula                                                              | [ 1 ]                  |
| 2004                   | Sem competição         | "Era uma vez"                                                                                           | Evaldo Júnior, Iuri Abs, Leonardo da Vinci e Renan |                                                                               | [ 1 ]                  |
| 2005                   | Sem competição         | "Brasil abraça a França num voo de liberdade, igualdade e fraternidade"                                 | Felipe, Alan, Hugo e Raphael | Chiquinho Murta                                                               | [ 1 ]                  |
| 2006                   | Sem competição         | "Criança: carnaval, fantasia e alegria no tempo da vovó"                                                | Felipe Carvalho e Diego Oliveira |                                                                               | [ 1 ]                  |
| 2007                   | Sem competição         | "Criança Rio 2007, esporte, amor e alegria no PAN da Estrelinha"                                        | Gabriel Azevedo e Lucas Azevedo | Sidiney Rocha                                                                 | [ 1 ]                  |
| 2008                   | Sem competição         | "O meu melhor amigo é o bicho"                                                                          | Gabriel Azevedo, Arlindo Neto, Evaldo Júnior, Iuri Abs, Leozinho Nunes, Lucas Azevedo, Nuno do Banjo e Paulinho Vianna                                                             | Alex de Oliveira, Ricardo Dias, Marcelo Costa, Roberto Rangel e Edson Menezes | [ 1 ]                  |
| 2009                   | Sem competição         | "No sabor da imaginação, a Estrelinha faz um carnaval de delícias"                                      | Gabriel Azevedo, Arlindo Neto, Iuri Abs, Evaldo Jr, Paulinho Vianna, Gustavinho, Nuno, Leonardo da Vinci, Kaike                                                                    | Marcelo Costa e Ricardo Dias                                                  | [ 1 ]                  |
| 2010                   | Sem competição         | "Grandes gênios, pequenos inventores! A energia é o nosso futuro"                                       | Gabriel Sorriso, Thiago Monteiro e Higor Machado | Levi Cintra e Ricardo Dias                                                    | [ 1 ]                  |
| 2011                   | Sem competição         | "O grande Circo Místico" (Reedição do enredo de 2002 da Mocidade)                                       | Beto Corrêa, Dico da Viola, Jefinho e Marquinho Índio | Levi Cintra e Ricardo Dias                                                    | [ 1 ] [ 9 ]            |
| 2012                   | Sem competição         | "A novidade vem lá de Padre Miguel: Estrelinha, 20 anos a despontar no céu – Uma fábula sobre o futuro" | Gabriel Sorriso, Thiago Monteiro e Thiago Acácio | Levi Cintra                                                                   | [ 1 ] [ 8 ]            |
| 2013                   | Sem competição         | "Sonhar não custa nada, ou quase nada" (Reedição do enredo de 1992 da Mocidade)                         | Dico da Viola, Moleque Silveira e Paulinho Mocidade | Leonardo Bora                                                                 | [ 1 ]                  |
| 2014                   | Sem competição         | "Chegou a hora desta nossa molecada mostrar seu valor"                                                  | Diego Nicolau, Gabriel Teixeira, Matheus Grieco e Rafael Tinguinha | Vinicius Ferraz                                                               | [ 10 ]                 |
| 2015                   | Sem competição         | "Pra sempre no seu coração, carnaval da doação" (Reedição do enredo de 2003 da Mocidade)                | Santana e Ricardo Simpatia | Marcos Salles                                                                 | [ 11 ]                 |
| 2016                   | Sem competição         | "Buuuuu!"                                                                                               | Thiago Acácio, Lucas Azevedo, Victor Oliveira, Millena Wainer, Raphael Farias, Victor França, Igor Souza, Matheus Grieco, Rafael Faustino, Vitor Jayme, Igor Rocha e Mateus Pranto | Levi Cintra                                                                   | [ 7 ]                  |
| 2017                   | Sem competição         | "Alice no País da Estrela Guia"                                                                         | Lucas Azevedo, Millena Wainer, Vitor França, Jotinha, Robert Pierrout, Vitor Jayme, Mateus Almeida, Rafael Faustino, Raphel Gravino, Thatiane Carvalho, Igor Souza e Igor Reis     | Reinalto Silveira                                                             | [ 2 ] [ 7 ]            |
| 2018                   | Sem competição         | "Os Três desejos de Alladim"                                                                            | Lucas Azevedo, Mateus Pranto, Millena Wainer, Igor Souza, Jota Junior, Raphael Gravino e Igor dos Reis                                                                             | Sidiney Rocha                                                                 |                        |
| 2020                   | Sem competição         | " A Hora é essa, vem brincar com a Estrelinha .                                                         | | Sidiney Rocha                                                                 |                        |